# Dag van het feminisme
De Dag van het feminisme, tot 2022 Nationale Vrouwendag, wordt georganiseerd  op 11 november door Furia, de Belgische feministische en pluralistische overleg- en actiegroep. Het evenement vindt elk jaar plaats in een andere stad, groeit van onderuit en biedt een heel diverse groep bezoekers een inspirerend programma. In 2023 veranderde de Nationale Vrouwendag van naam naar Dag van het feminisme. 

## Geschiedenis
De eerste Vrouwendag werd toevallig op 11 november 1972 georganiseerd opdat Simone de Beauvoir aanwezig kon zijn. De bijeenkomst werd V-dag genoemd naar de V van Vrede, Vrouw, Verzet, Vrijheid en Victorie. Bijna alle toen bestaande Nederlandstalige en Franstalige vrouwenorganisaties werkten mee. De coördinatie lag in handen van Lily Boeykens en het evenement vond plaats in Passage 44 (Brussel).
De V-dag onderstreepte de noodzaak aan internationale samenwerking op emancipatorisch vlak met sprekers als Simone de Beauvoir, de Australische Germaine Greer en de Nederlandse Joke Smit, Henny de Swaan-Roos en Hedy d'Ancona. Ook aanwezig waren buitenlandse vrouwenverenigingen zoals het Nederlandse Man Vrouw Maatschappij en het Duitse Frauenforum München. Er waren naar schatting 10.000 bezoekers, infostanden (rond thema's zoals 'politiek en vakbond', 'conditionering', 'wegwerpvrouwen', 'reclame', 'morele raadgevers', 'huisvrouw, thuisvrouw') toneelvoorstellingen, zang, dans, mime door onder andere het Britse Women's Street Theatre, Ivonne Lex en de Dolle Mina's. 
| Jaar | Dag | Titel                                               | Locatie      | Thema's |
| ---- | --- | --------------------------------------------------- | ------------ | --- |
| 1972 | 1   | V-Dag                                               | Brussel      | Bewustwording van de vrouw op alle maatschappelijke vlakken Seksuele opvoeding en abortus                                                                                          |
| 1973 | 2   | De vrouw in de politiek                             | Antwerpen    | Legaliseren abortus Meer vrouwelijke vertegenwoordiging op alle beleidsniveaus |
| 1974 | 3   | Urgentieprogramma                                   | Gent         | Verdraagzaamheid voor lesbiennes Gelijk loon voor gelijk werk Volledige gelijkheid van man en vrouw in het huwelijksgoederenrecht Geld voor kinderopvang Eerste stem vrouwcampagne |
| 1975 | 4   | Balans van de UNO Jaar van de vrouw                 | Hasselt      | Migrantenvrouwen forum Evaluatie van het UNO jaar van de vrouw Vrouwenwerkloosheid Taakverdeling in het gezin Vrouwen in de besluitvorming                                         |
| 1976 | 5   | Abortus, de vrouw beslist                           | Brussel      | Abortus uit het strafrecht Abortus, de vrouw beslist Abortus, terugbetaling door het ziekenfonds Een ernstig beleid inzake anticonceptiva en seksuele opvoeding                    |
| 1977 | 6   | Dagelijks korter werken voor iedereen               | Ieper        | Vrouwenwerkloosheid Algemene Werktijd verkorting per dag Verbod op cumul en overuren Tegen parttime werk                                                                           |
| 1978 | 7   | De hand die de wieg beweegt, beweegt de wereld niet | Mechelen     | Abortus uit het strafrecht Gemengd onderwijs Meerderjarigheid van jongeren op 18 Adoptierecht voor homoseksuele koppels                                                            |
| 1979 | 8   | Kies voor een beroep met toekomst                   | Turnhout     | Gemengd onderwijs Gemengde beroepsopleiding |
| 1980 | 9   | Vrouwen tegen geweld                                | Leuven       | Het persoonlijke is politiek Vrouwen tegen geweld, zowel op fysiek als op sociaal-economisch vlak                                                                                  |
| 1981 | 10  | Leve de tiende Vrouwendag! Tegen de crisis          | Antwerpen    | Omzien in verwondering en vooruitkijken vol strijdlust |
| 1982 | 11  | Vrouwenkracht tegenmacht                            | Oostende     | Macht en onmacht van de vrouwenbeweging |
| 1983 | 12  | De nieuwe armoede                                   | Hasselt      | Crisis Werkloosheid Besparingen van de sociale zekerheid |
| 1984 | 13  | Vrouwen eisen emancipatiebeleid                     | Brussel      | Emancipatiebeleid eisen Sociaal economisch beleid in vraag stellen |
| 1985 | 14  | Positieve actie & emancipatiebeleid                 | Gent         | Positieve actie Emancipatiebeleid Vredepolitiek Abortuskwestie |
| 1986 | 15  | Hopen op werk met hopen                             | Kortrijk     | Sint-Annaplan (besparings-maatregelen) Werkgelegenheid Technologisering & informatisering Evaluatie eerste jaar emancipatiebeleid                                                  |
| 1987 | 16  | Feest!                                              | Berchem      | Vormingswerk Vrouwen en gezondheid Vrouwen en positieve actie |
| 1988 | 17  | Vrouwen in zicht                                    | Aarschot     | Vrouwen in de media Moeders & dochters Nieuwe voortplantingstechnieken |
| 1989 | 18  | Europa '92: Wij kijken uit                          | Gent         | Eenmaking van de Europese markt Arbeidspositie van vrouwen binnen Europa |
| 1990 | 19  | De derde wereld: bloeien of barsten                 | Sint-Niklaas | Vrouwen in de Derde Wereld |
| 1991 | 20  | Daar gaat ze naar toe                               | Brugge       | Balans van 20 jaar feministische golf Economische zelfstandigheid |
| 1992 | 21  | Lang & gelukkig                                     | Turnhout     | Vrouwen willen levenskwaliteit Besparingen en sociale zekerheid Onvrijwillige deeltijdse arbeid                                                                                    |
| 1993 | 22  | 't Is nog lang niet in de sacoche                   | Antwerpen    | Werkgelegenheid en welzijnsbeleid Paritaire democratie |
| 1994 | 23  | Gezin: thuis of kaartenhuis                         | Mechelen     | Het gezin: de evolutie in visie en beleid De familie wereldwijd |
| 1995 | 24  | Leven om te werken, werken om te leven              | Hasselt      | Sociale zekerheid Duurzame arbeid Migrantenvrouwen |
| 1996 | 25  | Hakken los!                                         | Gent         | Seksualiteit Brug tussen verleden, heden en toekomst Nieuwe samenlevingsvormen |